# Штриховая лента
Штриховая лента — пластиковая или матерчатая лента длиной 20 или 24 метра с нанесёнными (обычно тиснением) метровыми и дециметровыми отметками, применяемая в геодезических измерениях.

## Порядок измерения линий
Участвуют двое рабочих. Один из них считается задним, второй — передним, по направлению измерения.
- Ленту разматывают с кольца так, что её оцифровка возрастает по ходу измерения.
- Лента закрепляется в створе линии шестью шпильками. Для этого одну шпильку берёт задний рабочий, а другие пять передний. Задний мерщик добивается совмещения нулевого штриха ленты с началом линии. Через прорезь в ленте он закрепляет её шпилькой рядом с колышком, обозначающим начальную точку линии.
- Передний мерщик встряхивает и затем натягивает ленту в створе линии (следуя указанию заднего), фиксирует её первой шпилькой.
- Задний мерщик вынимает свою шпильку из земли, вешает её на кольцо, и оба мерщика переносят ленту вперед вдоль линии.
- Дойдя до шпильки, воткнутой передним мерщиком, задний закрепляет на ней свой конец ленты.
- Передний мерщик натягивает ленту и крепит её передний конец следующей шпилькой.
- Таким образом мерщики укладывают ленту пять раз в створе линии.
- После того, как передний мерщик зафиксировал пятой шпилькой передний конец, задний мерщик передаёт ему кольцо с пятью шпильками, которые он собрал в процессе измерения.
- Число передач (то есть отрезков по 100 м. при длине ленты в 20 м.) заносят в журнал измерений.
- Обычно последний отрезок оказывается меньше полной длины ленты. Его длину отсчитывают в метрах и дециметрах по ленте, а сантиметры оценивают на глаз.

Измеренная длина линии D вычисляется по формуле:
D = 100 · a + 20 · b + c,
где a — число передач шпилек; b — число шпилек у заднего мерщика на кольце;
c — остаток.
Для контроля линию измеряют вторично 24-метровой или той же 20-метровой в обратном направлении. За окончательный результат принимают среднее арифметическое из двух измерений, если их расхождение не превышает:
- 1/3000 части от длины линии при благоприятных условиях измерений;
- 1/2000 — средних условиях измерений;
- 1/1000 — неблагоприятных условиях измерений.

Таким образом допускаются абсолютные ошибки 3 см., 5 см. и 10 см. на 100 м. длины линии. 